# Самостоятельный туризм

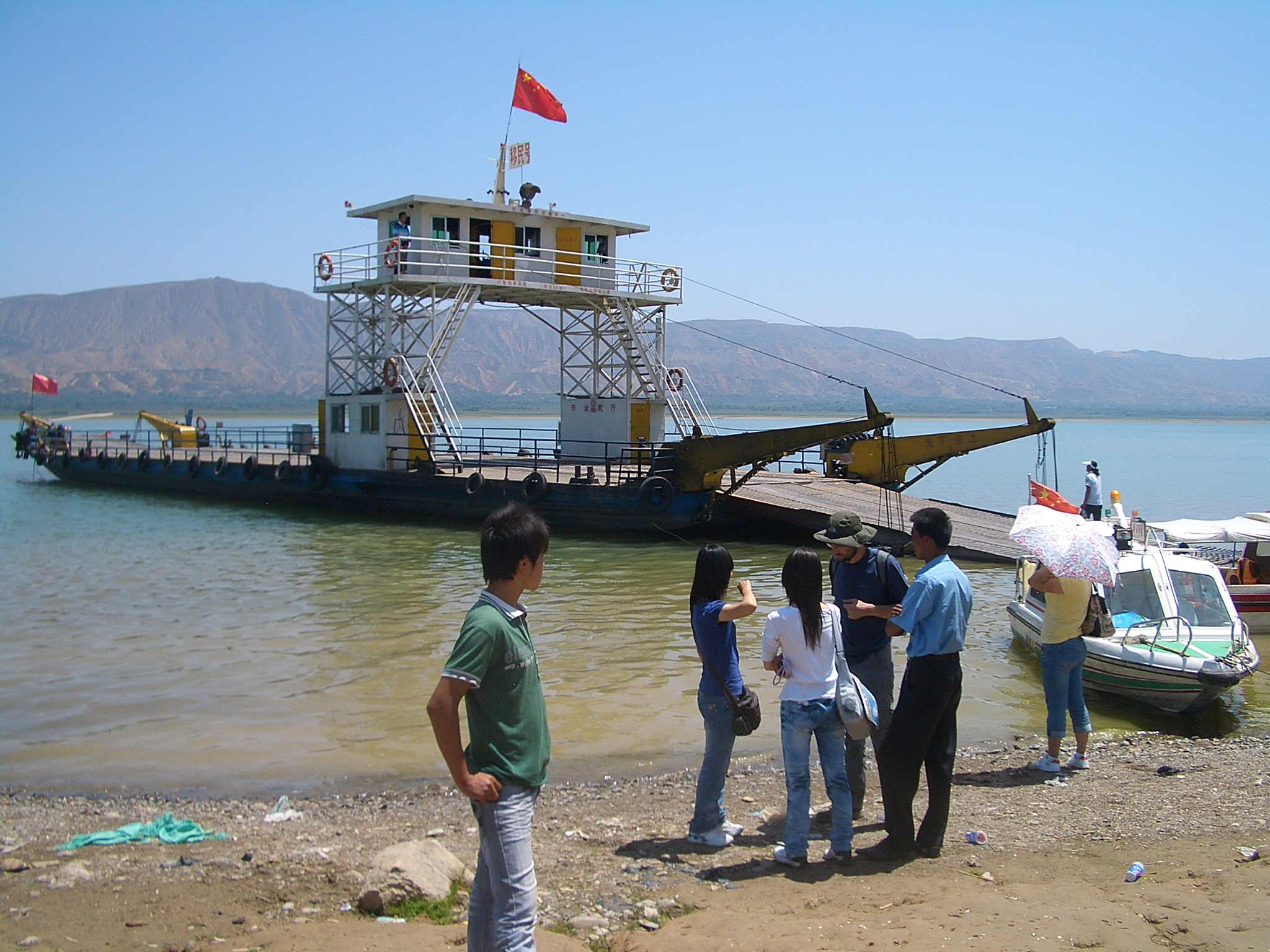
Самостоятельный турист из Франции (в шляпе) беседует с лодочниками и местными жителями в уезде Линься о способах добраться в храм Бинлин (en) (провинция Ганьсу, Китай)

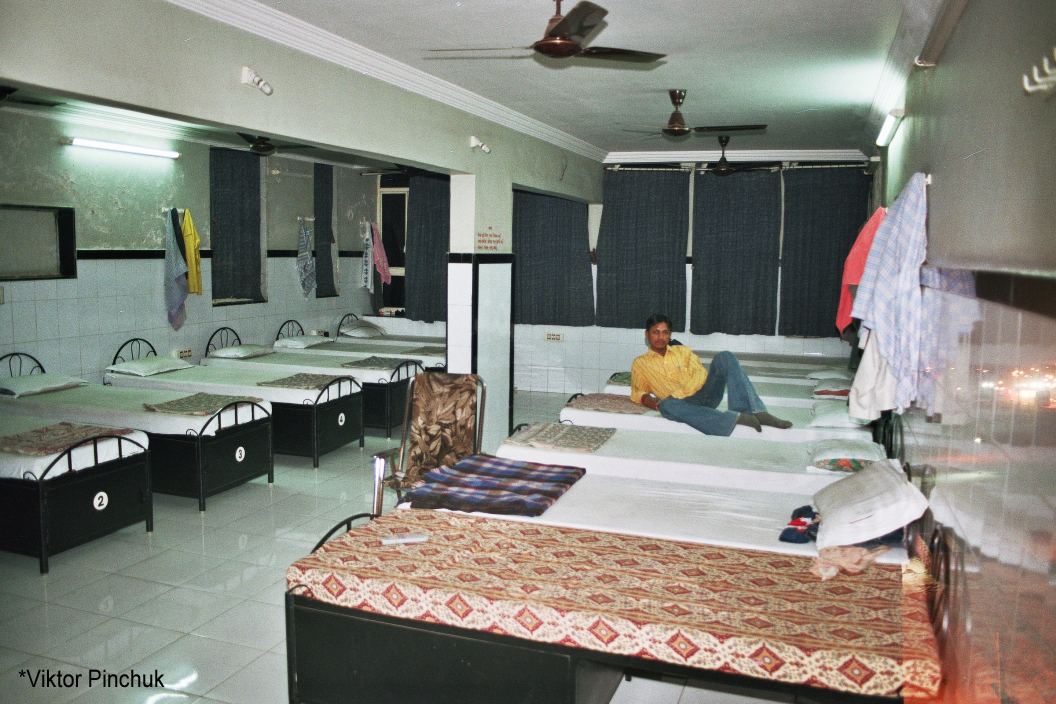
Хостел: 12-местная комната в Сурате (Индия)

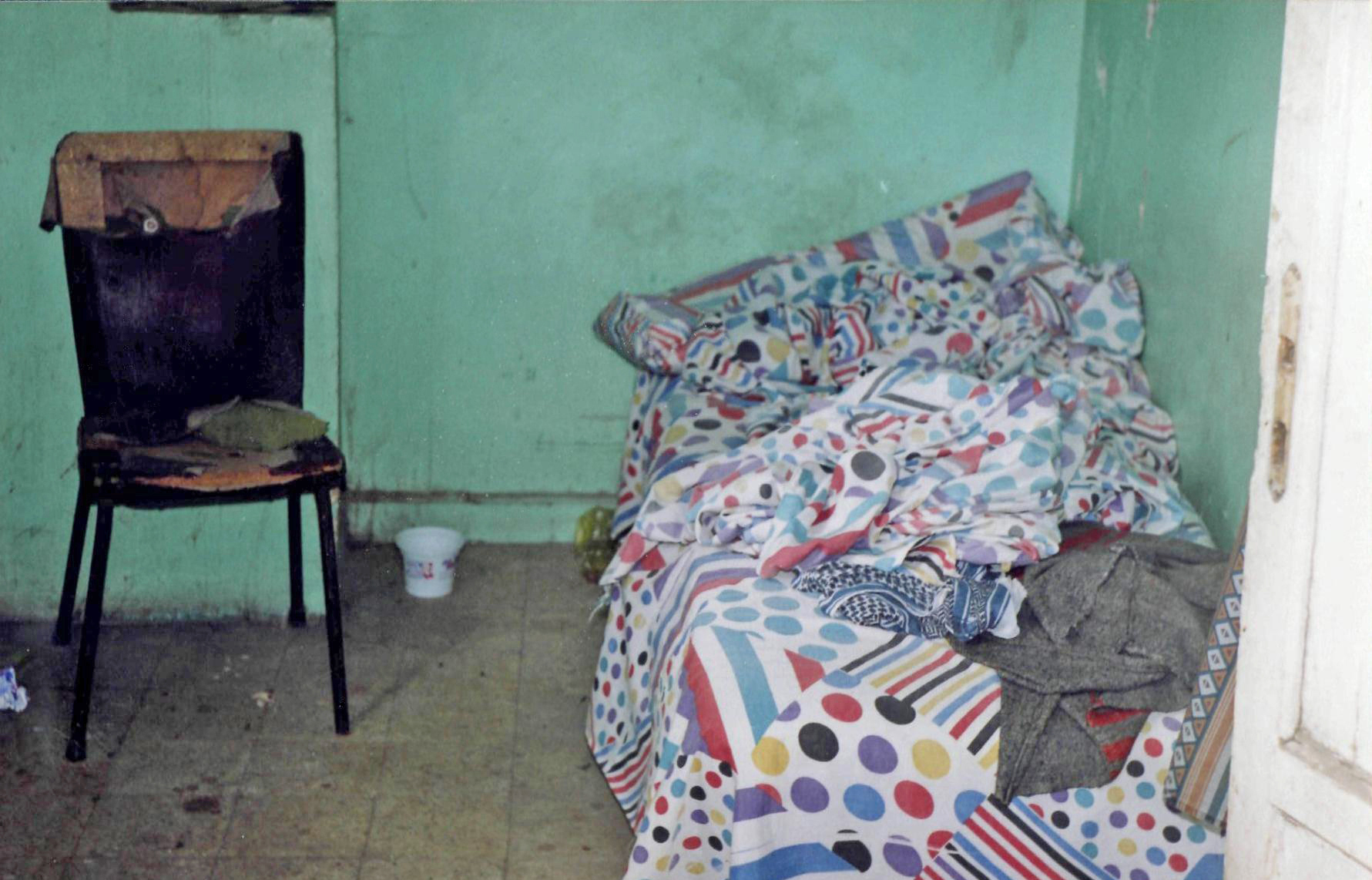
Номер в одной из гостиниц на улице Клот-Бей в Каире

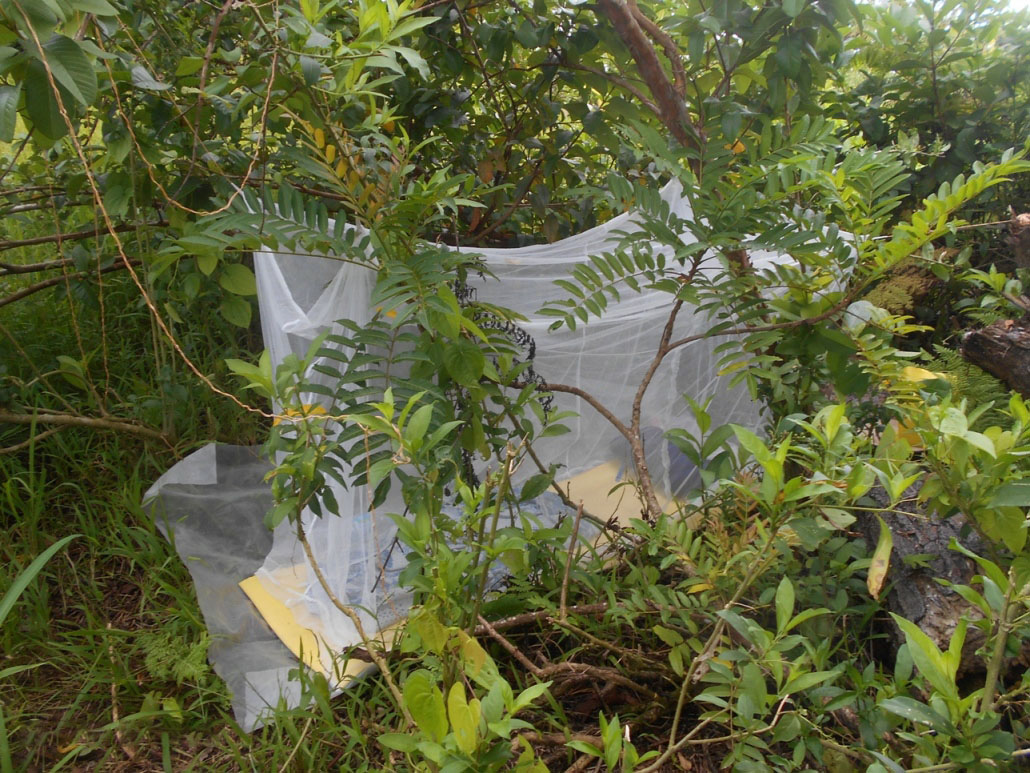
Ночлег без использования палатки (коврик и москитная сетка)

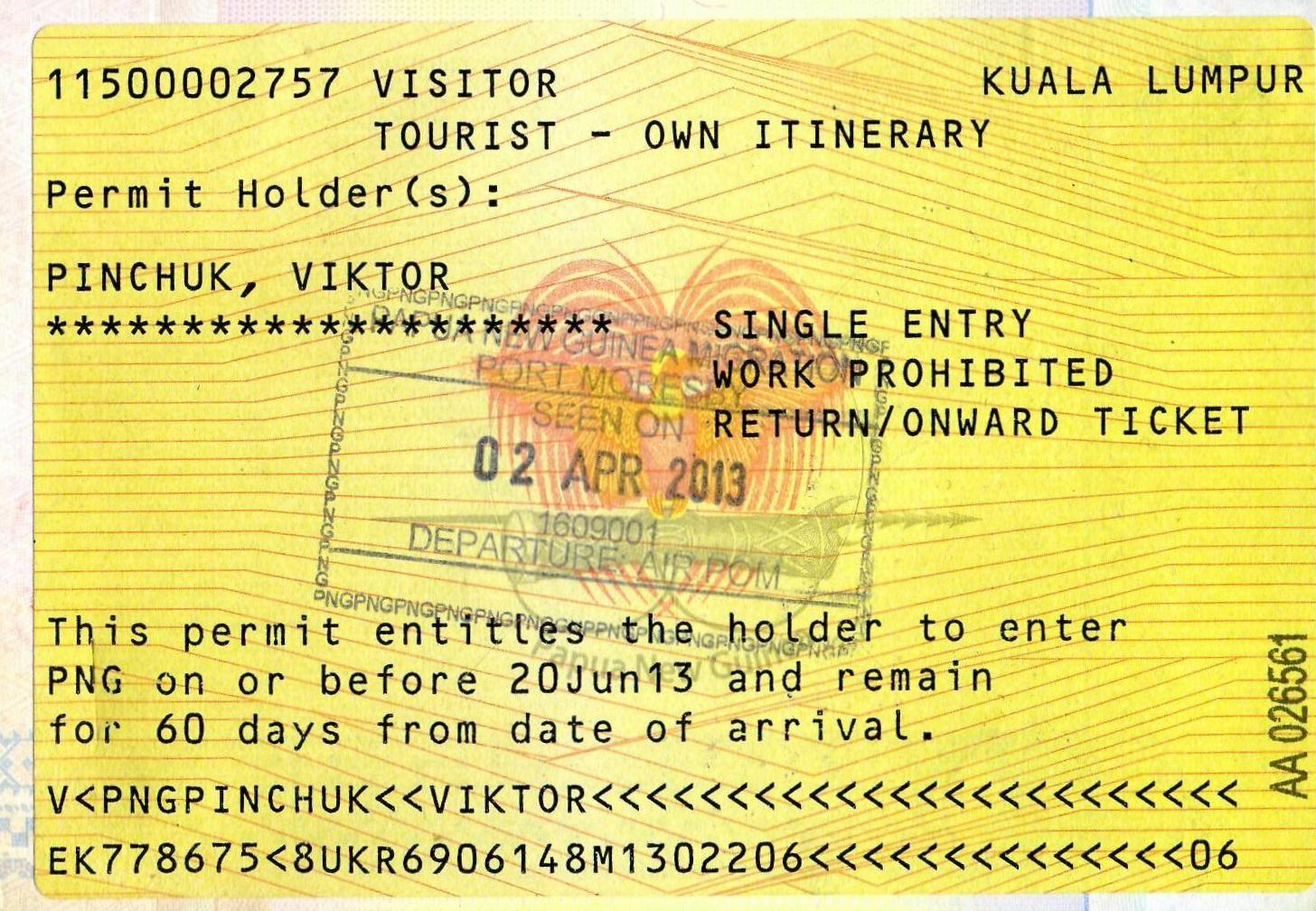
Виза ПНГ, одна из сложных. Получена в Куала-Лумпуре

Самостоятельный тури́зм (он же самодеятельный, независимый, свободный, «дикий» туризм, индейцем, дикарём) — действия связанные с посещением человеком или группой людей определённых мест земного шара, которые совершаются c полным или частичным отказом от услуг туроператоров и турагентов, но иногда включают использование туристических (не агентских) услуг. 
Человек или группа людей самостоятельно формирует маршрут своего передвижения, а также выбирает и приобретает все его составляющие: билеты, объекты для размещения и проживания, питание, экскурсии и так далее. Не следует путать понятия «самостоятельный туризм» и «путешествие», поскольку второе изначально включает в себя смысл самостоятельно совершаемого действия и не может быть иным. (Употребляемое иногда в быту выражение «самостоятельное путешествие» является лингвистическим абсурдом). Ещё одно немаловажное отличие двух понятий: путешествие совершается с конкретной целью (обычно научной или творческой), в то время, как самостоятельный туризм может подразумевать статичное пребывание на курорте, организованное самостоятельно; или, к примеру, различные формы турпоходов, связанные с самостоятельным решением организационных вопросов. Поэтому, термин «самостоятельный туризм» имеет более широкое и прикладное значение, в отличие от путешествия.

## История
Исторически путешествия появились раньше, чем массовый туризм, получивший развитие в XX в. Ранее любое целенаправленное передвижение в пространстве земной поверхности именовалось путешествием и не могло совершаться иначе, кроме как самостоятельно. В настоящее время можно разграничить массовый рынок туров, реализуемых как готовый продукт и отдельное понятие «самостоятельный туризм». Массовый туризм предполагает, что действие осуществляется в рамках тура, организованного туроператором. Продукт, сформированный туроператором, включает в себя комплекс услуг по перевозке, проживанию, экскурсионному обслуживанию и т. д., предоставляемых клиенту за определенную стоимость. Самостоятельный туризм включают в себя те же составляющие, однако они приобретаются не в комплексе (то есть не как единый туристский продукт), а по отдельности.
Популярность самостоятельного туризма начала возрастать в конце XX — начале XXI вв. Росту способствует развитие интернет-технологий (онлайн бронирование, электронный билет, различные Веб-форумы и т. п.), которые позволяют быстро находить необходимую информацию и приобретать составляющие турпоездки.
Основной проблемой популяризации самостоятельного (независимого) туризма в России является исторически искаженное представление, отождествляющее самостоятельный туризм с т. н. «диким туризмом» времен СССР, развившемся на фоне дефицита туристической инфраструктуры и ориентации советской туристической отрасли в основном на санаторно-курортное лечение.
Советский «дикий туризм» носил вынужденный характер и был сопряжен с дискомфортными условиями пребывания в зоне отдыха — арендой у местного населения помещений, не приспособленных для проживания, либо проживания в условиях, близких к походным, несмотря на наличие материальной возможности обеспечения более высокого качества отдыха.
В настоящее время «дикий туризм» в его советском виде представлен известным во всем мире способе путешествия в автодомах (фургонах полностью приспособленных для проживания, имеющих автономную энергетическую установку, средства связи, бытовую технику и канализацию). Другое проявление «дикого туризма» во многом аналогично советскому и связано с особой группой отдыхающих, которых маркетологи относят к т. н. «первой трети» потребительского рынка, то есть потребителям с заниженными социальными потребностями, причем, в общем случае, вне зависимости от уровня доходов.

## Методы и способы реализации
Ввиду недостаточной классификации этого направления туризма часто возникает путаница в иерархии и смешение понятий. Помимо смешения понятий путешествия и самостоятельного туризма, сам самостоятельный туризм отождествляют, например, с автостопом или кэмпингом, в то время как самостоятельный туризм является методом, а перечисленные выше виды самостоятельного туризма являются по отношению к нему способами реализации.
- Автостоп — перемещение между городами и странами на попутном транспорте без оплаты.
- Автотуризм — путешествие на своём или арендованном автомобиле. Существует также  мототуризм и  велотуризм.
- Бэкпэкинг — путешествие, осуществляемое любыми доступными способами за минимальные деньги (как правило, за счёт отказа от услуг туроператоров и предпочтения дешёвых способов перемещения и проживания).
- Путешествие с использованием Букинга (англ. booking — бронирование): самостоятельно оформляют визы и приобретают билеты, а отель бронируют через специальный интернет-сервис.
- Путешествие с использованием  социальных сетей гостеприимства позволяет экономить на оплате проживания.
- Экстремальный туризм — в широком смысле один из видов туристического отдыха, в той или иной степени связанный с риском для жизни. Поскольку туристических агентств, организующих туры такого рода, не существует, этот вид туризма (и многие его подвиды) можно отнести к самостоятельному туризму.
- Приключенческий туризм — разновидность самостоятельного туризма, во многом сходная с экстремальным туризмом, предполагающая определённую степень риска, что иногда требует определённых навыков, опыта и соответствующей подготовки. Adventure Travel Trade Association (ATTA) определяет приключенческий туризм как поездку, включающую как минимум один из следующих элементов: физическую активность, природную среду, культурное погружение[1].Несмотря на то, что по определению, достаточно наличия одного элемента, наиболее привлекательным является сочетание всех[1]. По мнению туристов, важнейшим фактором при выборе дестинации является уникальная природа, затем следуют доступные формы активности и климат[1].

- Бомж-туризм (бродяжнический туризм) — разновидность самостоятельного туризма, субъект которого, изначально зная о высоких ценах гостиничных услуг в стране (странах) предстоящего визита, планирует использовать для ночлегов — подъезды жилых домов, недостроенные (или покинутые жителями) здания, пустыри и т. д. [2][3]; таким образом, не имея сверхдоходов, посещая десятки стран за одну поездку. Визы оформляются самостоятельно — в консульствах и на границе, или для предстоящего маршрута подбираются страны с безвизовым режимом. Использующие этот метод имеют возможность познакомиться с бытом простых людей в той или иной стране, познать жизнь низов общества. Бомж-туризм тесно соприкасается с трущобным туризмом, практически переходя в него в тех случаях, когда путешественник, действуя самостоятельно, без помощи турагентств, присоединяется к обитателям трущоб или бездомным и становится на некоторое время одним из них. Широкого распространения не имеет и может рассматриваться как один из вариантов приключенческого туризма.
- Пляжный туризм — наиболее распространённая в настоящее время разновидность туризма. Может быть как самостоятельным так и организованным, внутренним или внешним. Пляжный туризм ставит целью отдых и оздоровление, не предполагает активных действий и перемещений, в большинстве случаев сопряжен с пребыванием в одном населённом пункте, вблизи которого находится пляж[4].

Почти все указанные способы могут комбинироваться, т. е. применение одного способа не исключает применения другого.

## Маршруты и визы
Маршрут самостоятельной поездки может быть разработан заранее: намечены для посещения и осмотра населённые пункты и достопримечательности, определены и забронированы гостиницы, или другие места проживания (хостелы, съемные квартиры, кэмпинги и т. д.), выбран способ реализации задуманного (например, автостоп). Немаловажным критерием предстоящей поездки является выбор транспорта: автобусный, авиационный, водный, автомобильный, железнодорожный и прочие виды средств перевозки (собачьи упряжки и т. д.).  
Для планирования и осуществления поездок самостоятельные туристы активно пользуются картами, путеводителями, атласами, а также изучают отзывы других туристов и путешественников, побывавших в местах следования.
При длительных поездках — от трёх до шести месяцев и более, включающих несколько стран, многие самостоятельные путешественники получают  визы попутно — в консульствах граничащих государств. Обычно составляется подробный план лишь начальной части маршрута, ввиду того, что предсказать варианты развития событий довольно сложно: некоторые государства могут отказать в выдаче визы, вследствие чего запланированное направление придётся изменить. Виды транспорта и тип жилья также могут быть изменены по ходу путешествия. 

Существуют страны, куда попасть самостоятельно невозможно и, даже для оформивших тур, существуют ограничения. Один из примеров — Бутан, изолированный на протяжении многих веков, он и в наши дни открыт лишь ограниченному кругу туристов
.
Второй пример — КНДР, где многие районы закрыты для посещения, а за пределами Пхеньяна можно передвигаться лишь в сопровождении гида.
Саудовская Аравия — ещё одна страна, практически закрытая для посещения: до недавнего времени визы выдавались только  бизнесменам,  дипломатам, их родственникам и паломникам .

## Ночлеги, проживание
Самостоятельные туристы, как правило, используют бюджетные варианты для ночлегов:  хостелы; гестхаусы, хоумстей (англ. homestay), гостиницы низших категорий (см. видео); иногда ночуют в собственных  палатках и спальных мешках, а если маршрут предполагает передвижение по территории континента (-тов) с тёплым  климатом — ограничиваются использованием  туристического коврика и  москитной сетки.
Социальные сети гостеприимства

Существует несколько  сетей гостеприимства, члены которых предоставляют единомышленникам ночлег и посильную помощь. Наиболее популярны CouchSurfing   и Hospitality Club. Один из минусов использования этой практики (значимый лишь для опытного путешественника): планируя посетить в выбранной стране несколько населённых пунктов, нужно иметь соответственное (немалое) количество знакомых — членов сообщества, а если маршрут включает десять и более стран — это затруднительно. Выход — либо ограничить себя в количестве посещённых за одну поездку мест, либо комбинировать этот метод с другими вариантами проживания. Социальные сети гостеприимства идеально подходят для тех, кто планирует пожить некоторое время (без активного перемещения между странами и городами) в другой стране (чаще высокоразвитой), пообщаться, проникнуться местными традициями, сходить в театр, посетить музеи, выставки, попрактиковаться в изучении языка. 
Интернет-бронирование жилья

Существует система заблаговременного бронирования номеров в отелях — на специально предназначенном для этого сайте Booking.com (и нескольких ему подобных), позволяющая пользователю выбрать подходящий вариант размещения, — начиная от бюджетных  и заканчивая сверхдорогими супер отелями. Аналогично с выбором времени заезда: можно забронировать жилье как за час до поселения, так и за много месяцев до того.
Кемпинг

Ке́мпинг (от англ. camping «проживание в лагере») — оборудованный летний лагерь для автотуристов c местами для установки палаток или лёгкими домиками, площадкой для стоянки автомобилей и туалетами.
Хоумстей

Хоумстей (англ. homestay) — проживание в семье, обычно в иностранной, нечто типа семейного гостевого дома, где, по обыкновению, можно не только переночевать, но и получить питание. Позволяет познакомиться с бытом и традициями страны на примере хозяев жилья. Ежегодно десятки тысяч иностранных студентов и путешественников со всего мира отправляются за границу для изучения языков и культур . Хоумстей - это тип размещения, наиболее востребованный международными гостями.Спрос на домашние номера часто превышает доступные варианты.
Спонтанные знакомства с аборигенами

Опытные путешественники выбирают для посещения такие места земного шара, где интернета (а иногда и электричества) нет, соответственно, гостевые сети отсутствуют. Выручают спонтанные знакомства.  Аборигены в краях, не часто посещаемых европейцами, с радушием примут иностранца, предоставив неказистый ночлег, поделятся своей пищей. Охотнее принимают гостей жители глухих деревень (где зачастую замки на жилищах отсутствуют), чем горожане, имеющие благоустроенные квартиры. Этот способ похож на хоумстей, но, если в первом случае хозяин имеет отдельную комнату (-ты), специально предназначенную (-ные) для размещения гостей, во втором случае иногда приходится ночевать в том же помещении, что и владелец жилья. Методом спонтанных знакомств пользуются некоторые российские путешественники. К примеру,  москвич  Антон Кротов неоднократно останавливался у местных жителей в разных странах мира, изложив информацию и рекомендации в своих книгах . 
 Симферополец Виктор Пинчук жил у  афганцев в маленькой деревне близ Мазари-Шарифа ; передвигаясь по  Новой Гвинее 24 дня, останавливался у  папуасов в разных точках страны, ни разу не прибегая к услугам гостиниц .

## Услуги для самостоятельных туристов
- Обучение основам туристских и альпинистских навыков
- Услуги консалтинговые, включающие вопросы организации туризма, обеспечение безопасности на туристских маршрутах и другие
- Предоставление информационных материалов, туристских схем, описаний маршрутов, естественных препятствий, объектов
- Посреднические услуги по обеспечению безопасности на туристских маршрутах
- Прокат туристского снаряжения и экипировки